# SC Drente in het seizoen 1966/67
Het seizoen 1966/1967 was het 12e jaar in het bestaan van de Klazienaveense betaaldvoetbalclub SC Drente. De club kwam uit in de Eerste divisie en eindigde daarin op de 19e plaats, hiermee degradeerde club rechtstreeks naar de Tweede divisie.

## Wedstrijdstatistieken

### Eerste divisie
|       | Alkmaar '54 | Blauw-Wit | FC Den Bosch/BVV | SC Cambuur | D.F.C. | DHC '66 | Eindhoven | De Graafschap | Heracles | Holland Sport | N.E.C. | RBC   | RCH   | SVV   | Velox | Vitesse | Volendam | De Volewijckers | FC Zaanstreek |
| ----- | ----------- | --------- | ---------------- | ---------- | ------ | ------- | --------- | ------------- | -------- | ------------- | ------ | ----- | ----- | ----- | ----- | ------- | -------- | --------------- | ------------- |
| Thuis | 1 – 5       | 1 – 2     | 2 – 0            | 1 – 1      | 1 – 1  | 1 – 2   | 0 – 1     | 1 – 0         | 0 – 0    | 1 – 4         | 2 – 1  | 0 – 2 | 0 – 0 | 1 – 2 | 1 – 1 | 2 – 2   | 1 – 2    | 3 – 0           | 0 – 3         |
| Uit   | 3 – 1       | 2 – 0     | 1 – 1            | 3 – 3      | 1 – 1  | 0 – 0   | 2 – 1     | 3 – 1         | 1 – 1    | 1 – 0         | 2 – 0  | 5 – 1 | 0 – 1 | 3 – 3 | 4 – 0 | 1 – 1   | 2 – 0    | 4 – 1           | 6 – 0         |

## Statistieken SC Drente 1966/1967

### Eindstand SC Drente in de Nederlandse Eerste divisie 1966 / 1967
| Stand | Gespeeld | Gewonnen | Gelijk | Verloren | Punten | Doelpunten voor | Doelpunten tegen |
| ----- | -------- | -------- | ------ | -------- | ------ | --------------- | ---------------- |
| 19e   | 38       | 5        | 13     | 20       | 23     | 35              | 73               |

### Topscorers
| Competitie \| # \| Naam \| \| \| ------ \| ---------------- \| -- \| \| 1. \| Willy Hoogenberg \| 7 \| \| 2. \| Dick Kuiter \| 6 \| \| 3. \| Bennie Kracht \| 5 \| \| 4. \| Gerrie de Jonge \| 4 \| \| 4. \| Tonny Roosken \| 4 \| \| 6. \| Joop Meijer \| 3 \| \| 7. \| Freek Schutten \| 2 \| \| 8. \| Luc Gerdes \| 1 \| \| 8. \| Henk de Groote \| 1 \| \| 8. \| Hans Kalter \| 1 \| \| 8. \| Bé Klaster \| 1 \| \| Totaal \| Totaal \| 35 \| |                  |      |
| # | Naam             | Goal |
| 1. | Willy Hoogenberg | 7    |
| 2. | Dick Kuiter      | 6    |
| 3. | Bennie Kracht    | 5    |
| 4. | Gerrie de Jonge  | 4    |
| 4. | Tonny Roosken    | 4    |
| 6. | Joop Meijer      | 3    |
| 7. | Freek Schutten   | 2    |
| 8. | Luc Gerdes       | 1    |
| 8. | Henk de Groote   | 1    |
| 8. | Hans Kalter      | 1    |
| 8. | Bé Klaster       | 1    |
| Totaal | Totaal           | 35   |

## Voetnoten
Alkmaar '54 ·
Blauw-Wit ·
Cambuur ·
FC Den Bosch/BVV ·
D.F.C. ·
DHC '66 ·
SC Drente ·
Eindhoven ·
De Graafschap ·
Heracles ·
Holland Sport ·
N.E.C. ·
RBC ·
RCH ·
SVV ·
Velox ·
Vitesse ·
Volendam ·
De Volewijckers ·
FC Zaanstreek